# Marcel Loeffler
Pour les articles homonymes, voir Loeffler.
 (août 2019).
Si vous disposez d'ouvrages ou d'articles de référence ou si vous connaissez des sites web de qualité traitant du thème abordé ici, merci de compléter l'article en donnant les références utiles à sa vérifiabilité et en les liant à la section « Notes et références ».
Marcel Loeffler est un accordéoniste de jazz né le 7 août 1956 à Haguenau (Bas-Rhin) dans une famille de musiciens au sein de la communauté Sinté  appelée « manouche». Dans l’est de la France, les Loeffler comme les Reinhardt ou les Schmitt font partie de ces grandes familles qui ont engendré des musiciens de grand talent.
Ainsi dans la famille Loeffler, on compte aujourd’hui Cédric, son fils sans oublier l’un de ses frères Joselito et de nombreux cousins.

## Biographie
Son père est guitariste et se produit dans des bals. Comme il côtoie beaucoup d’accordéonistes, il a envie de voir son fils en jouer.
Bien qu’ayant perdu la vue à l’âge de cinq ans (cause génétique), Marcel se retrouve avec un accordéon dans les mains et quatre ans plus tard, il commence à accompagner son père dans les bals de campagne avec l’un de ses frères à la batterie.
Son père aime Django Reinhardt, l’idole de la communauté, mais il est aussi amateur de jazz américain : avec lui, Marcel découvre Frank Sinatra, Nat King Cole, Duke Ellington, Art Van Damme, Gus Viseur, ou Marcel Azzola. Marcel travaille d’arrache-pied leurs morceaux.
À la fin de son adolescence, il délaisse un peu l’accordéon, instrument jugé un peu démodé, pour se consacrer à la basse électrique. Engagé par l’orchestre de variétés Jacky Coulé, il se produit au casino de Niederbronn-les-Bains et pendant quatre années, il découvre et apprend tous les standards du jazz.
Dans les années 1980, il s’intéresse aux Synthétiseurs et joue dans divers groupes de rock ou de variétés. Il réalise l’album 3 temps pour bien faire du trio Marc Fosset - Patrice Caratini - Marcel Azzola qui sonne le retour en grâce de l’accordéon jazz, montrant ainsi la voie à pas mal d’accordéonistes. 
À partir de 1983 il est membre du groupe Sweet Chorus avec le guitariste soliste  Mandino Reinhardt , le vibraphoniste Ghislain Muller, les guitaristes Sonny Reinhardt et Patrick Andresz , le contrebassiste Jean Pierre Demas et le clarinettiste Pierre Zeidler, le groupe Sweet Chorus se produit un peu partout en Europe pendant 17 ans. Le groupe Sweet Chorus fut avec Biréli Lagrène, Raphaël Faÿs et Dorado Schmitt l’un des pionniers du renouveau jazz manouche en France.
Marcel retrouve Mandino un peu plus tard au sein de la formation Note Manouche pour enregistrer en 1999 un album salué par la critique. C’est finalement en 1996 qu’il enregistre son premier disque Vago sur lequel on retrouve le fidèle Mandino ainsi que Biréli Lagrène et Jean-Philippe Rykiel. Il annonce ici ce qui sera une constante de sa démarche : sa capacité à proposer des univers musicaux différents tout en gardant une réelle homogénéité : il a hérité de son père la faculté de ne pas se contenter de rester dans un seul genre de musique.
Il partage la scène avec des partenaires comme les guitaristes, Wawau Adler, Tchavolo Schmitt, Dorado Schmitt, Engé et Railo Helmsbetter , les accordéonistes Jean-Louis Matinier, Frédéric Schlick, René Sopa, Raúl Barboza (au Cheval Blanc de Schiltigheim en 2000), Azzola, les saxophonistes Frank Wolff et James Carter, le violoniste Costel Nitescu puis encore le bassiste Gilles Coquard.
Musicien ouvert et curieux, il aime, également, Astor Piazzolla, Jean-Sébastien Bach, les grands jazzmen américains avec une prédilection pour Miles Davis, Herbie Hancock, Chick Corea ou Joe Zawinul. Il affectionne aussi les musiques d’Europe centrale, celles d’Afrique ainsi que la chanson française. À ce propos, il en reprend toujours une sur ses disques comme Poupée de cire, Poupée de son sur Vago, dis quand reviendras-tu ? de Barbara, la chanson des Vieux Amants de Jacques Brel ou la Ballade irlandaise de Bourvil.
En 2003, il réunit un quartet jazz composé de Gauthier Laurent à la contrebasse, Jean-Yves Jung au piano et Olivier Strauch à la batterie. En 2005, il signe Source Manouche. En 2007, Hommage apporte fraîcheur et énergie et Il reçoit dans cette même année le prix Gus Viseur remis par Sanseverino et l’épouse de Gus à savoir Jeannette.
En 2010, il publie sous le label Dreyfuss un hommage à Gus Viseur avec des morceaux de Charles Chollet plus connu sous le nom de Tatave  (Ombrages, Soir de dispute, Philippe Stomp ou La Flambée Montalbanaise avec André Minvielle en invité), quelques merveilleuses valses de Jo Privat (Sa Préférée Mystérieuse) et Tony Murena (Indifférence). Ce disque est aussi l’occasion de dévoiler un nouvel instrument créé en collaboration avec Stéphanie Simon, facteur d’instruments qui l’a doté d’un nouveau jeu de basses et d’accords beaucoup plus adapté au jazz que les traditionnels accords composés du clavier pour la main gauche : on entend un son doux et chaud ayant la puissance d’un accordéon classique.
En 2012, l’album Images revient avec un quartet purement jazz (Gilles Coquard, basse – Jean-Yves Jung, piano – Jean-Marc Robin, batterie). La même année, il réalise un rêve en donnant un concert baroque avec l’orchestre de chambre de Toscane pour le festival Printemps des Bretelles en Alsace à Illkirch-Graffenstaden avec l’excellent bandonéoniste William Sabatier pour interpréter des pièces de Bach, Piazzolla et Claudio Monteverdi.
En 2013, toujours pour le Printemps des Bretelles qui lui donne carte blanche, il monte un big band à la Quincy Jones avec le tromboniste et arrangeur strasbourgeois Pascal Beck, choisissant les meilleurs musiciens français pour reprendre les standards et compositions de Marcel et enregistre un disque sous le nom de Loeffler / Beck Jazz band.
L’année 2014 voit apparaître l’album Secrets sous le label Frémeaux où l’on découvre l’éclectisme et les goûts de Marcel Oblivion de Piazzolla - Waltz for Debby de Bill Evans - Si tu savais de Georges Ulmer - La Valse en ré mineur de Frédéric Chopin et Amour secret. En 2015, il présente pour le Printemps des Bretelles un projet autour de la soul et du funk sur un style de musique qu’il affectionne particulièrement et convie une dizaine de musiciens prestigieux dont la chanteuse américaine Lisa Doby[source insuffisante].
En 2016, il joue en duo avec l’accordéoniste Domi Emorine. En mars de la même année il interprète le concerto pour deux violons de Bach dans une transcription pour deux accordéons avec comme partenaire Marie-Andrée Joerger excellente accordéoniste professeure de l’Académie du Conservatoire de Strasbourg et l’orchestre de chambre Occitania placé sous la direction de Quentin Hindley.
Marcel a des projets pour les prochains festivals d’Illkirch comme celui de présenter en deux relectures en dialogue : Rhapsody in blue  de George Gershwin et Pavane pour une infante défunte de Maurice Ravel, le tout agrémenté de quelques standards de gospel.
Il envisage aussi d’enregistrer ses propres compositions en 2019 avec un nouveau quartet composé d’un violon, d’une contrebasse et d’une guitare. 
Il a toujours le souci de produire un son, un phrasé aérien et limpide conjuguant jazz léger, élégance et lyrisme, un a propos constant dans ses ponctuations et ses contre-chants. Il possède un sens aigu de l’improvisation. Il dépasse le stade de la virtuosité pour interpréter de manière réfléchie et construire quelque chose de cohérent. Pour lui : la musique est avant tout émotionnelle.
Marcel Loeffler est une référence dans le monde du jazz et de l’accordéon : « Son talent et ses facultés d’adaptation aux musiques les plus variées lui permettent d’improviser avec une maîtrise et une subtilité harmonique et rythmique digne des spécialistes américains[réf. incomplète] ». Il est cité dans le dictionnaire du jazz de Jean-Louis Comolli, Philippe Carles et André Clergeat.

## Discographie
- 1984 : Sweet Chorus ; Disc LP. label / prod. : OMEGA, ref. : OM 67055 - enregistré en mars 1984 par le groupe Sweet Chorus avec Mandino Reinhardt (guitare solo), Ghislain Muller (vibraphone), Marcel Loeffler (accordéon), Pierre Zeidler (clarinette) Sony Reinhardt et Patrick Andresz (guitares), Jean Pierre Demas (contrebasse). Le groupe Sweet Chorus se produit régulièrement en Europe de 1982 à 1999 (festivals, centres culturels, TV, fêtes, clubs etc.).
- 1986 : Mandino Reinhardt et Sweet Chorus ; Disc LP.  label / prod. : OMEGA, réf. OM 6762 avec Mandino Reinhardt  (guitare solo), Marcel Loeffler (accordéon), Ghislain Muller (vibraphone), Pierre Lamboley (bugle), Patrick Andresz et Sony Reinhardt  (guitares), Jean Luc Miotti (contrebasse). NB : création de la pochette par Ghislain Muller.
- 1996 : Vago ; Cd LP. label : Tam Tam production / DOKO éditions, réf. TAM9602 avec Marcel Loeffler (accordéon ou clavier) et avec selon les morceaux en duo, trio ou quatuor : Biréli Lagrène, Mandino Reinhardt (guitare), Jean-Philippe Rykiel (claviers), Aurélien Andrei (violon), Pétré (saxophone ténor), Paul Gills (contrebasse) ou Jean Philippe Froidefond (basse électrique), Simon Pomarat (percussions), et Marcello Pelliteri, Didier Hoffmann, Doumé ou Jacky Koehler, (batterie).
- 1999 : Note Manouche ; Cd LP. label : DJAZ records, DAM distribution, ATEMA prod., réf. DJ714-2. Toutes les compositions sont de Marcel Loeffler et/ou de Mandino Reinhardt sauf un morceau, une reprise de sérénade parisienne composée par Gus Viseur. Les musiciens sont Marcel Loeffler (accordéon), Mandino Reinhardt (guitare solo), Joselito Loeffler et Dino Mehrstein (guitare rythmique), Gérald Muller (contrebasse).
- 2000 : Sessions ; Cd LP. label : RDC records / 7 music, réf. 6401272 avec Marcel Loeffler (accordéon et accordina), Jean Yves Jung (piano et fender rhodes), Gauthier Laurent (contrebasse), Olivier Strauch (batterie), Lisa Doby (chant).
- 2005 : Source Manouche ; Cd LP label  : le chant du monde  Harmonia Mundi, réf. 274 1388. Marcel Loeffler (accordéon), Gautier Laurent (contrebasse), Cédric Loeffler et Josélito Loeffler (guitares). Invités  : Bireli Lagrène, Marcel Azzola, Yorgi Loeffler.
- 2007 : Hommage : Cd LP label : le chant du monde  Harmonia Mundi, réf. 274 1515. Marcel Loeffler : (accordéon) , Cécile Verny (chant) , Costel Nitescu (violon) , Mandino Reinhardt  (guitare solo) , Dino Mehrstein (guitare solo) , David Reinhardt (guitare solo) , Yorgui Loeffler (guitare solo) , Gautier Laurent (contrebasse) , Cédric Loeffler (guitare rythmique), Josélito Loeffler (guitare rythmique)
- 2010 : Around Gus : Label : Dreyfus Jazz.  réf. : CD : FDM 46050369542. Marcel Loeffler (accordéon) , Claudius Dupont (contrebasse), Hono Winterstein, Cédric Loeffler, Mandino Reinhardt (guitares) , Raymond Halbeisen (clarinette) , André Minvielle (chant)
- 2012 : Images : "Plus Loin Music"  ; distribution Harmonia Mundi. CD, réf.: PL4547.  Marcel Loeffler (accordéon), Gilles Coquard (basse), Jean Marc Robin (batterie) et Jean Yves Jung (claviers)
- 2013  : Loeffler/Beck Jazz band : distribué par Marcel Loeffler et Pascal Beck; Marcel Lœffler, accordéoniste de premier plan en France, s’entoure d’une  belle palette de musiciens pour une folle équipée dans le monde du  jazz. Il présente un programme éclectique avec quelques compositions  originales et des reprises de morceaux mythiques. La collaboration avec le tromboniste et arrangeur Pascal Beck est  l’occasion de revenir à ses premières amours et de produire, avec un véritable big band, une musique jazz inspirée et inspirante.
- 2015  : Secrets : distribué par Frémeaux & Associés ; Marcel Loeffler (accordéon), Cédric Loeffler (guitare rythmique), Railo et Engé Helmsteter (guitare solo), Gauthier Laurent (Contrebasse)
- 2015  : Domi Emorine et Marcel Loeffler quartet : Label: Cristal Records. Marcel Loeffler (accordéon) , Domi Emorine (accordéon), Cédric Loeffler (guitare rythmique), Gilles Coquard (Contrebasse)
- 2020 : Anthologie : Label / Distribution : Inouïe Distribution réf: 2002MLO. Marcel Loeffler (accordéon), Julien Pidancier (violon), Cédric Loeffler (guitare rythmique), William Brunard (Contrebasse), Lisa Doby (chant), et l'ensemble de la Philharmonie de poche, sous la direction de Pierre Hoppé.
- 2022 : Saint Germain : Label / Distribution : Frémeaux & Associés. Marcel Loeffler (accordéon), Julien Pidancier (violon), Cédric Loeffler (guitare rythmique), Franck Bedez (Contrebasse)

### Articles
- Télérama du 18 août 2006
- La Dépêche du 29 août 2017
- L'Alsace du 09 août 2022